# Lejkówka łuseczkowata

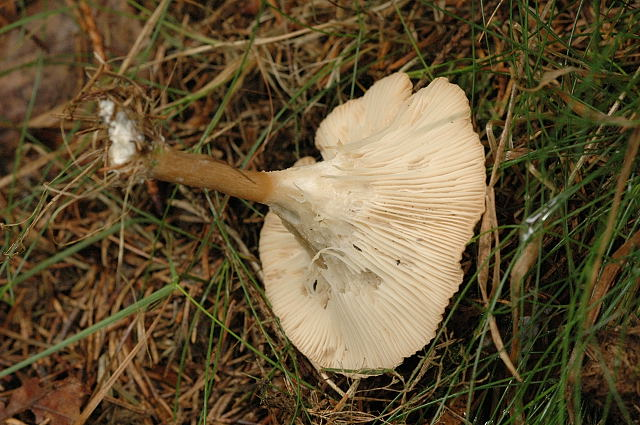

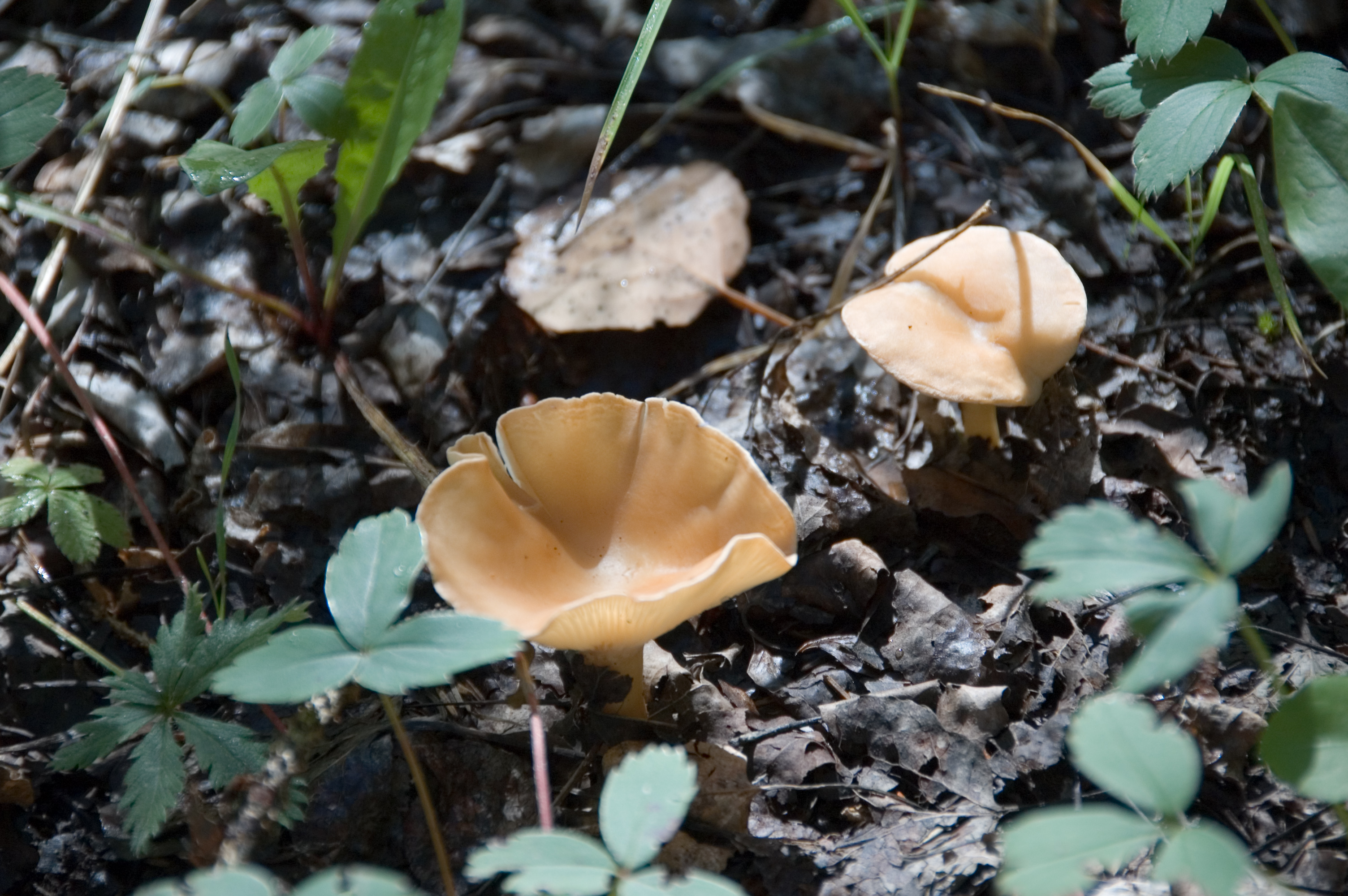

Lejkówka łuseczkowata (Infundibulicybe squamulosa (Pers.) Harmaja) – gatunek grzybów z rzędu pieczarkowców (Agaricales).

## Systematyka i nazewnictwo
Pozycja w klasyfikacji według Index Fungorum: Clitocybe, Incertae sedis, Agaricales, Agaricomycetidae, Agaricomycetes, Agaricomycotina, Basidiomycota, Fungi.
Po raz pierwszy takson ten opisał w 1801 r. Christiaan Hendrik Persoon, nadając mu nazwę Agaricus squamulosus. Obecną, uznaną przez Index Fungorum nazwę, nadał mu Harri Harmaja w 2003 r.
Ma 10 synonimów. Niektóre z nich:
- Clitocybe squamulosa (Pers.) P. Kumm. 1871
- Infundibulicybe sinopicoides (Peck) Harmaja 2003[2].

Franciszek Błoński w 1888 r. nadał mu polską nazwę bedłka łuseczkowata, Stanisław Chełchowski w 1898 r. zmienił ją na lejkówka łuseczkowata. Obydwie nazwy są niespójne z aktualną nazwą naukową.

## Morfologia
Kapelusz
Średnica 3–8 cm, u młodych okazów łukowaty, potem wklęsły, na koniec lejkowaty, bez garbu, cienki, mięsisty. Powierzchnia matowa, cynamonowoczerwona do orzechowobrązowej, początkowo pokryta ciemniejszymi łuseczkami, u starszych okazów naga. Brzeg pofalowany i przeważnie nieprążkowany.
Blaszki
Zbiegające, średnio gęste, u młodych okazów białawe, później kremowe, na koniec brązowawe.
Trzon
Wysokość 2–6 cm, walcowaty z nieco rozszerzoną podstawą, pusty. Powierzchnia tej samej barwy co kapelusz, podłużnie włóknista.
Miąższ
Białawy. Zapach i smak mączny.
Cechy mikroskopowe
Zarodniki 5–10 × 3–5 µm, migdałowate lub elipsoidalne, gładkie, nieamyloidalne, w KOH szkliste. Podstawki 28–34 × 4–6 µm, maczugowate, 4-sterygmowe. Cystyd brak.Strzępki w skórce rosną pionowo skupiskami w kierunku środka kapelusza, mają szerokość 4–8 µm, są gładkie lub inkrustowane, z cylindrycznymi końcami o zaokrąglonych wierzchołkach. W KOH są szkliste do pomarańczowobrązowych. Na strzępkach są sprzążki.
Gatunki podobne
Lejkówka czerwonawa (Bonomyces sinopicus) odróżnia się niełuseczkowatym kapeluszem, ponadto siedliskiem (często występuje na wypaleniskach). Lejkówka karbowana (Clitocybe costata) ma również kapelusz bez łusek, ale o żłobionym brzegu, ponadto ma zapach i smak gorzkich migdałów. Lejkówka żółtobrązowa (Infundibulicybe gibba) ma brodawkowaty garb na kapeluszu i trzon jaśniejszy od kapelusza.

## Występowanie i siedlisko
Lejkówka szaroblaszkowa występuje w Ameryce Północnej, Europie i azjatyckiej części Rosji. Najwięcej stanowisk podano na Półwyspie Skandynawskim. W Polsce W. Wojewoda w 2003 r. przytoczył 6 stanowisk z uwagą, że rozprzestrzenienie i stopień zagrożenia tego gatunku nie są znane.
Naziemny grzyb saprotroficzny. Występuje w różnego typu lasach, zwłaszcza pod jodłami, ale także na łąkach wśród traw i mchów. Owocniki tworzy zwykle od maja do października.
Według W. Wojewody jest grzybem jadalnym, według atlasu grzybów jest grzybem niejadalnym.